# Liste der Stolpersteine in Nossen
Die Liste der Stolpersteine in Nossen enthält sämtliche Stolpersteine, die im Rahmen des gleichnamigen Kunst-Projektes von Gunter Demnig in Nossen verlegt wurden.

## Hintergrund
Mit diesen Gedenksteinen soll Opfern des Nationalsozialismus gedacht werden, die in Nossen lebten und wirkten. Der erste Stolperstein wurde am 7. Mai 2024 durch Gunter Demnig selbst verlegt.

## Liste der Stolpersteine in Nossen
Zusammengefasste Adressen zeigen an, dass mehrere Stolpersteine an einem Ort verlegt wurden. Die Tabelle ist teilweise sortierbar; die Grundsortierung erfolgt alphabetisch nach der Adresse. Die Spalte Person, Inschrift wird nach dem Namen der Person alphabetisch sortiert.
| Stolperstein | Standort                  | Verlegedatum | Inschrift | Name, Leben  |
| ------------ | ------------------------- | ------------ | --- | ------------ |
|              | Dresdner Straße 41 (Lage) | 7. Mai 2024  | Hier wohnte Erika Elisabeth Köhler Jg. 1941 Eingewiesen 10.4.1943 'Heilanstalt' Grossschweidnitz 'Kinderfachabteilung' Ermordet 21.4.1945 | Erika Köhler |